# Gare d'Ygos
La gare d'Ygos est une gare ferroviaire française de la ligne de Morcenx à Bagnères-de-Bigorre, située sur le territoire de la commune d'Ygos-Saint-Saturnin, dans le département des Landes en région Nouvelle-Aquitaine.
Elle est mise en service en 1857 par la Compagnie des chemins de fer du Midi et du Canal latéral à la Garonne. C'est une halte voyageurs de la Société nationale des chemins de fer français (SNCF), desservie par des trains TER Nouvelle-Aquitaine.

## Situation ferroviaire
Établie à 71 m d'altitude, la gare d'Ygos, qui dépend de la région ferroviaire de Bordeaux, est située au point kilométrique (PK) 124,849 de la ligne de Morcenx à Bagnères-de-Bigorre, entre les gares d'Arengosse et de Saint-Martin-d'Oney.
Elle est équipée de deux quais, le quai 1 pour la voie 1 et le quai 2 pour la voie 2, qui disposent chacun d'une longueur utile de 97 m.

## Histoire
La Compagnie des chemins de fer du Midi et du Canal latéral à la Garonne met en service la station d'Ygos lors de l'ouverture du tronçon de Morcenx à Saint-Martin-d'Oney le 12 janvier 1857. Le tronçon suivant qui prolonge la ligne jusqu'à Mont-de-Marsan est mis en service le 6 septembre 1857.
En 2022, selon les estimations de la SNCF, la fréquentation annuelle de la gare était de 38 618 voyageurs, contre 24 844 voyageurs en 2019 et 26 203 en 2018.

## Service des voyageurs

### Accueil
Halte SNCF, c'est un point d'arrêt non géré (PANG) à entrée libre.

### Desserte
Ygos est desservie par des trains TER Nouvelle-Aquitaine, qui effectuent des missions entre les gares de Morcenx, ou Bordeaux-Saint-Jean, et Mont-de-Marsan.

### Intermodalité
Un parking pour les véhicules est aménagé. 